# Darrera defensa

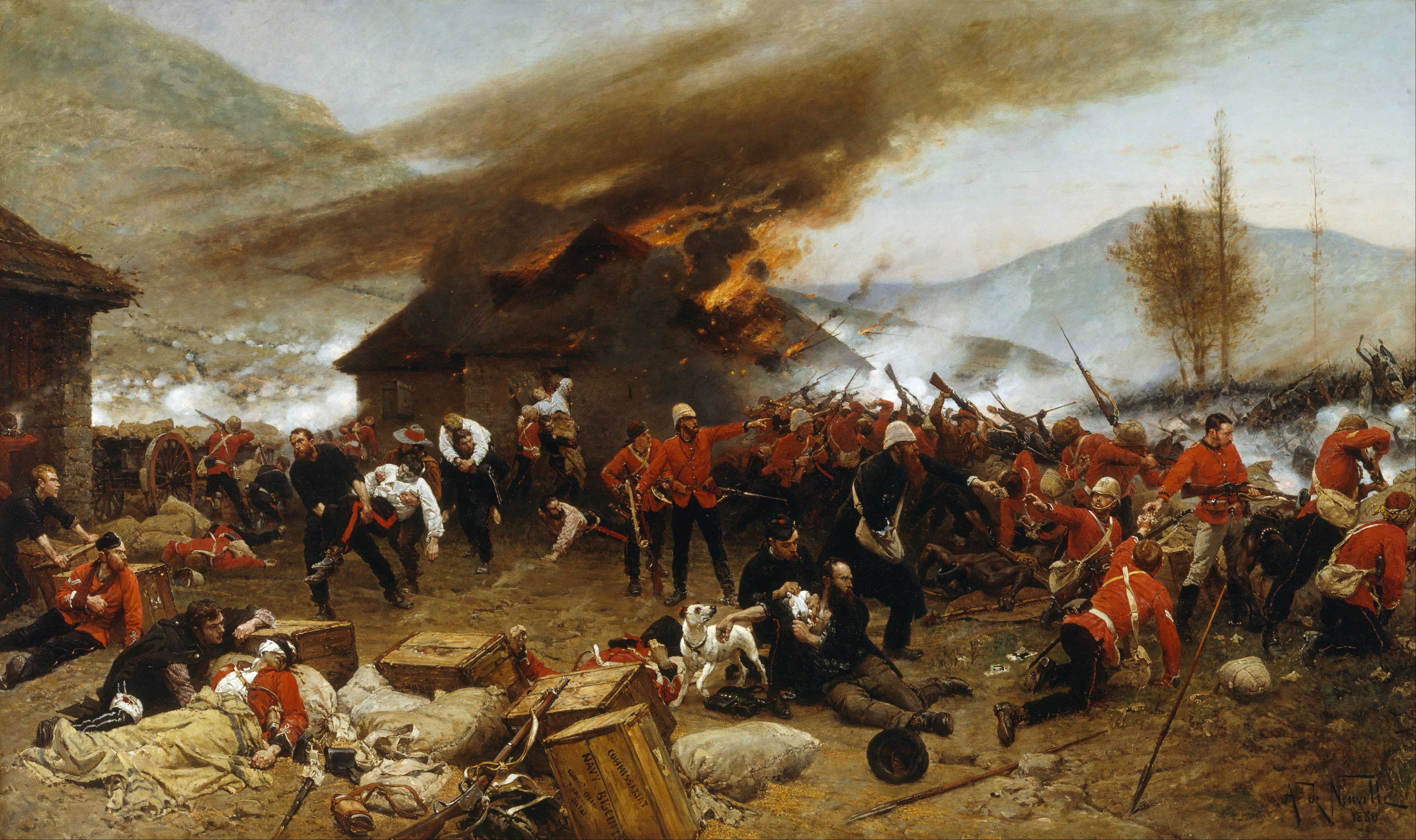
Quadre al·legòric de la darrera defensa a la batalla de Rorke's Drift, un dels casos excepcionals en què aquesta situació no desembocà en una derrota militar de les tropes assetjades en inferioritat numèrica

Una darrera defensa és un terme militar utilitzat per a descriure la situació en què un cos de tropes en inferioritat numèrica desproporcionada ocupa una posició defensiva per fer front a l'envestida d'un cos enemic que el supera en nombre enormement, de manera que de resultes de l'encontre la immensa majoria, quan no la totalitat, dels defensors acabaran morint sense poder evitar la derrota militar. L'historiador militar Bryan Perret (Last Stand!: Famous Battles Against the Odds, 1998:9) assenyala que la majoria de darreres defenses al llarg de la història mostren com malgrat els desesperats intents dels defensors per a resistir un dia més, la pràctica totalitat de darreres defenses desemboquen en la inevitable derrota militar, com el cas del tinent coronel Custer al final de la batalla de Little Big Horn, essent un cas excepcional el de la batalla de Rorke's Drift.
La darrera defensa s'ha usat habitualment com a tàctica d'últim recurs quan una unitat militar es troba en una situació desesperada i es designa un petit cos per a cobrir la retirada de la resta de les tropes. Altres vegades sorgeix com a part d'una estratègia quan els defensors consideren que el seu sacrifici és essencial perquè la resta de l'exèrcit assoleixi la victòria final en una batalla o en campanya militar, com en el cas de la darrera defensa a la Batalla de les Termòpiles durant la Segona Guerra Mèdica. Finalment també pot donar-se una darrera defensa per consideracions morals, quan els combatents arriben a la conclusió que continuar defensant-se desesperadament és millor opció que no pas entregar-se o rendir-se per raons morals com en el cas del setge d'El Álamo o la batalla de Berlín, que acabaren amb la subsegüent i inevitable derrota militar per l'aclaparadora inferioritat numèrica.

## Darrera defensa com a tàctica de cobertura i com a plantejament estratègic

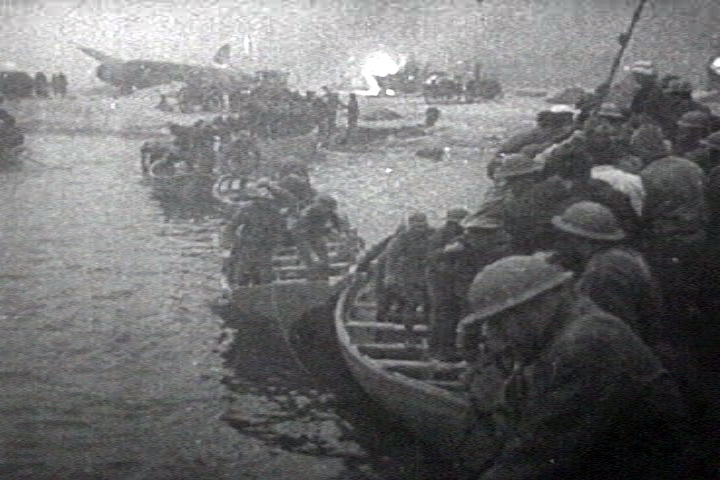
Soldats britànics durant l'Evacuació de Dunkerque (1945)

Una situació pot desembocar en una darrera defensa per diversos motius. Si una unitat es veu copada per unes tropes enemigues molt superiors, pot veure's forçada a destacar un cos reduït per a dur a terme una darrera defensa doncs en cas contrari tota la unitat seria derrotada immediatament. En aquest cas la tàctica consisteix a que un grup mantingui la posició defensa tant temps com pugui mentre el cos principal de tropes es retira amb la seva cobertura. Si no es procedís d'aquesta manera podria donar-se el cas que totes les tropes en retirada acabessin essent capturades o aniquilades en la persecució endegada per l'exèrcit enemic. D'aquesta manera el cos destacat per a la darrera defensa tracta d'obstaculitzar tant temps com li sigui possible l'avanç de l'exèrcit enemic cobrint la rereguarda de la retirada, tal com succeí durant la batalla de Dunkerque que va permetre l'Evacuació de Dunkerque per les tropes aliades el juny de 1940.
També es pot donar una darrera defensa quan tota una unitat no troba una escapatòria possible per causa de la geografia circumdant o la impossibilitat de rebre cobertura enmig d'una batalla, resultant en què mantenir la defensa és l'única opció viable donat que l'alternativa suposaria la destrucció total de la unitat; aquesta situació és la que es trobà la infanteria reialista anglesa a Wadborough Hill, quan durant la retirada de la batalla de Naseby (1645, Guerra Civil Anglesa) plantà una desesperada darrera defensa.
La darrera defensa també es pot plantejar en termes estratègics quan els defensors consideren que el seu sacrifici és essencial perquè la resta de l'exèrcit assoleixi la victòria final en una batalla o en campanya militar, com en el cas de la darrera defensa a la Batalla de les Termòpiles durant la Segona Guerra Mèdica.

## Darrera defensa com a deure moral

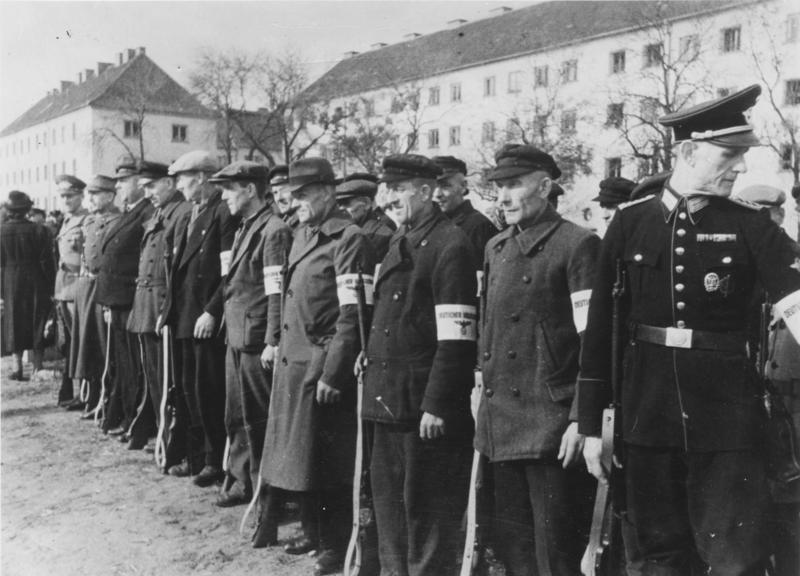
Ancians mobilitzats al Volkssturm per a la darrera defensa a la batalla de Berlín (1945)

El concepte també s'ha utilitzat per descriure el to de la darrera batalla d'una guerra, quan les tropes que de l'exèrcit que inexorablement serà finalment derrotat consideren que és el seu deure no rendir-se i continuar lluitant mantenint una defensa desesperada encara que no tingui cap lògica militar. Així procedí l'exèrcit realista al final de la Guerra Civil Anglesa a la batalla de Stow-on-the-Wold, al setge de Baler -els últims de les Filipines- al final de la Guerra Hispano-estatunidenca, o a la batalla de Berlín al final de la Segona Guerra Mundial. D'altres vegades es donen darreres defenses quan encara que no es tracti del final de la guerra, la unitat considera que ha de continuar la defensa encara que no tingui cap possibilitat d'evitar la derrota a fi de mantenir el prestigi del cos militar al qual pertany; tal fou el cas de la batalla de les Illes Wake (1941) on un destacament format majoritàriament pel Cos de Marines dels Estats Units d'Amèrica presentà una darrera defensa de les Illes Wake davant un desembarcament amfibi japonès molt més nombrós; finalment, dels prop de 600 militars (dels quals 449 marines) i 1.146 civils que defensaren l'illa, 120 foren morts, 49 quedaren ferits, 2 desaparegueren i 1.537 quedaren com a presoners de guerra després de rendir-se en no tenir ja més mitjans per a continuar defensant-se.
Una situació de setge també pot desembocar en una darrera defensa si les tropes assetjades rebutgen rendir-se malgrat no tenir cap possibilitat d'evitar la derrota tal com succeí al setge de Xàtiva (1707) o a al setge d'El Álamo. Les darreres defenses al final d'un setge esdevingueren menys freqüent després de l'entrada en vigor dels convenis de la Haia; abans del segle XX si una guarnició assetjada es negava a acceptar els termes de capitulació que li oferia la força enemiga, forçant-la així a llançar un assalt final, aleshores enmig de l'assalt final els assaltants tan sols oferien quarter -perdó de la vida- segons la seva discreció, matant als defensors encara que aquests estiguessin desarmats, doncs amb l'obstinació per mantenir una defensa inútil, en termes militars, havien provocat la mort innecessària de gran quantitat de tropes assaltants. En el marc del dret de la guerra actual, fruit dels convenis de la Haia «... és especialment prohibit - ... matar o ferir a un enemic que hagi deposat les armes, o no tenint mitjans per a defensar-se, s'hagi rendit a discreció»; així mateix està prohibit a les tropes assetjadores «declarar que no es donarà quarter...», de manera que ja no és legal matar una guarnició si es rendeix, encara que amb anterioritat hagués refusat rendir-se provocant que hagués de llançar-se un assalt final.

## Darreres defenses: l'èpica de les derrotes

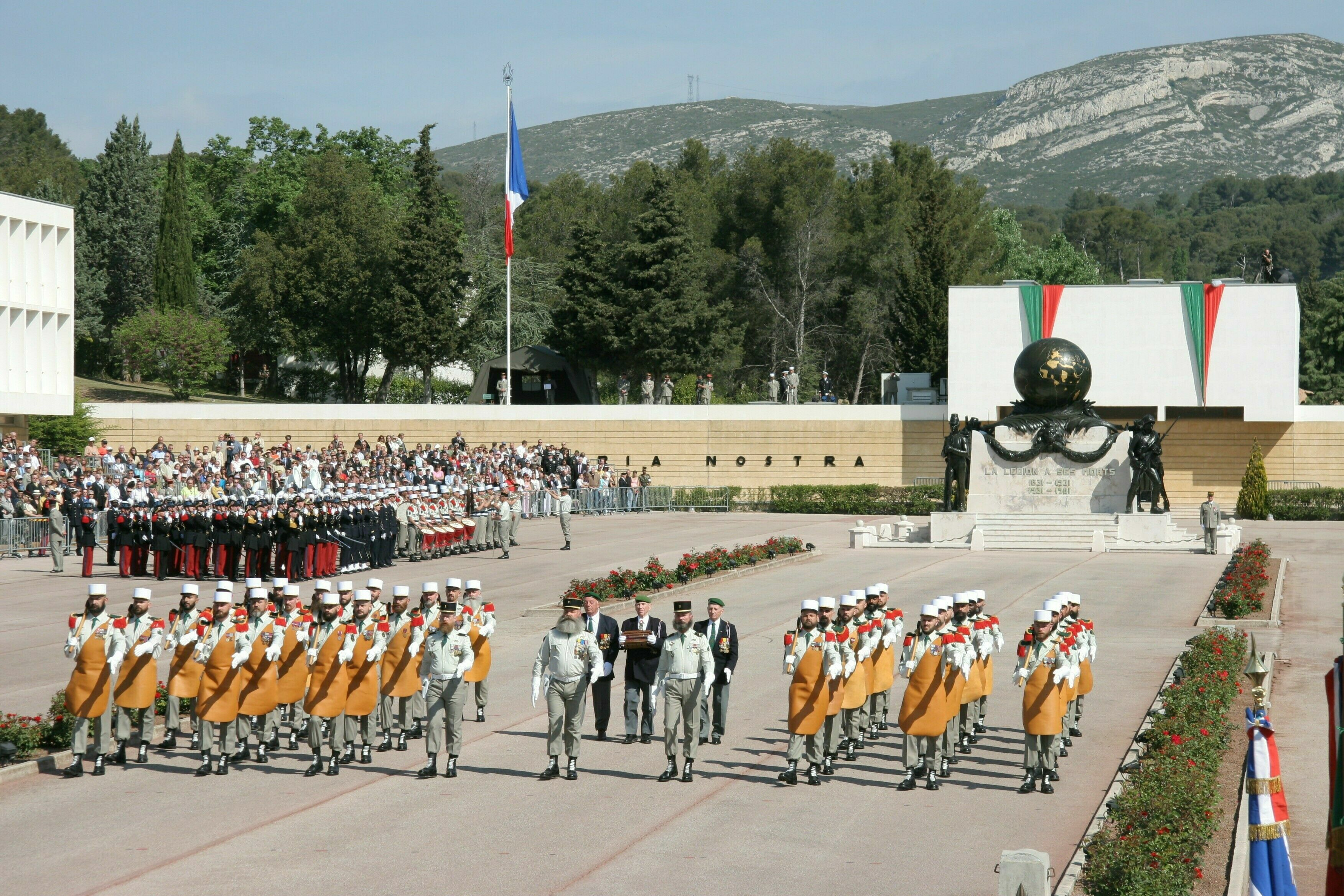
La Legió estrangera francesa commemora cada any al seu quarter general d'Aubagne la derrota patida a la batalla de Camarón (Mèxic, 1863)

La vasta majoria de darreres defenses al llarg de la història han estat derrotes militars, però això no obstant han estat commemorades i glorificades a causa de l'atracció que sent l'imaginari popular per la valentia demostrada en la derrota. L'historiador Nathaniel Philbrick sosté que molt abans de la glorificació de la derrota del tinent coronel Custer, l'èpica de les darreres defenses ha commocionat les consciències humanes. Les variacions són infinites, des dels espartans a les Termòpiles fins a Davy Crockett a El Álamo, però tots ells tenen en comú que narren la història d'uns herois valerosos i intractables al capdavant del seu petit grup contra un enemic que els supera aclapadorament.

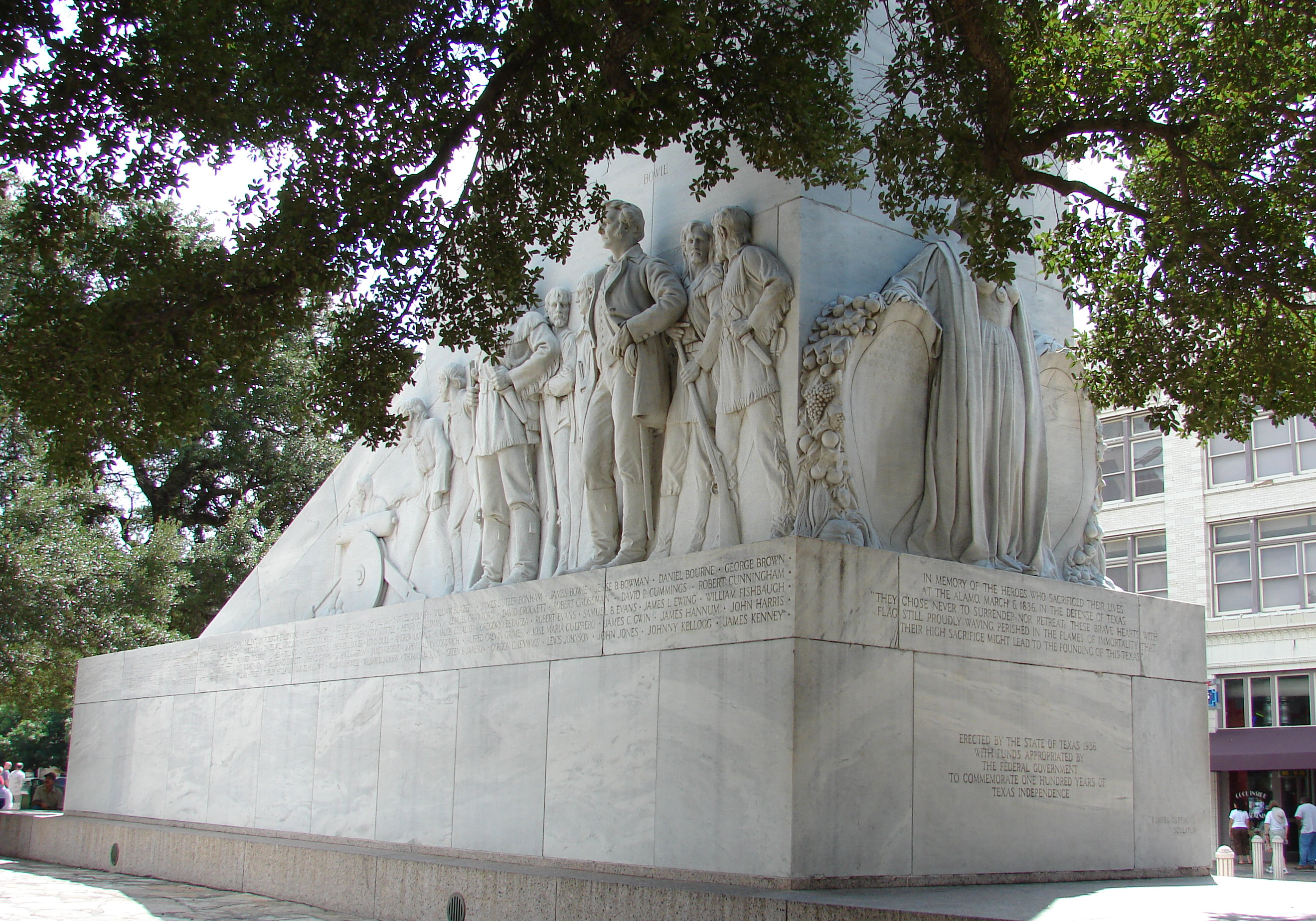
Memorial de guerra en recordança pels morts en l'èpica derrota militar patida al setge d'El Álamo.
(San Antonio (Texas), 1836)

Tot i que les probabilitats de sobreviure són ínfimes, l'heroi i els seus seguidors lluiten noblement fins al final i es continuen sacrificant en la defensa fins que ja no resten homes dempeus hàbils per a prosseguir la lluita. Malgrat que els herois són derrotats al batalla final, la seva derrota és el major dels triomfs i serà recordada per tots els temps. Aquestes derrotes èpiques són commemorades anualment a fi de recordar els morts haguts en la batalla, tal com per exemple fa la Legió estrangera francesa amb la derrota patida a la batalla de Camarón (Mèxic, 1863) en la qual 62 legionaris francesos s'enfrontaren a 2.000 mexicans, resultant-ne 43 morts i 19 acabaren rendint-se, dels quals 17 estaven ferits. Així mateix és habitual la construcció de memorials de guerra per a commemorar els morts en una darrera defensa, i així per exemple el 1892 govern francès sol·licità al govern mexicà permís per a erigir un monument commemoratiu al camp de batalla de Camarón amb una placa que recorda a aquells legionaris francesos que hi foren èpicament derrotats.
De la mateixa manera al camp de batalla de Little Big Horn hi ha memorials de guerra que recorden la derrota patida per l'exèrcit nord-americà i els morts haguts en batalla.